# Thomas Petersson
Thomas Petersson (ur. 20 listopada 1972 w Botkyrce) – szwedzki muzyk, kompozytor i instrumentalista. Thomas Petersson znany jest przede wszystkim z wieloletnich występów w grupie muzycznej Tiamat, której był członkiem w latach 1990-1994 i 1996-2008. W 2008 roku wraz z zespołem uzyskał nominację do nagrody szwedzkiego przemysłu muzycznego Grammis. Muzyk współpracował także z zespołem Ceremonial Oath.